# Лучкин, Николай Иванович
Николай Иванович Лучкин (13 сентября 1906, с. Стененки, Смоленская губерния, Российская империя — 1980) — советский спортсмен, тренер и судья по тяжелой атлетике; заслуженный тренер СССР (1957), судья всесоюзной (1939) и международной категорий.

## Биография
Родился в 1906 году в с. Стененки Смоленской губернии.
Будучи спортсменом-тяжелоатлетом, выступал за спортивные общества «Динамо» (Бежица) и «Боец» (Москва). Стал чемпионом СССР по тяжёлой атлетике 1932 и 1933 годов в легчайшем весе.
После окончания спортивной карьеры, работал тренером. Тренировал сборную СССР по тяжёлой атлетике в 1946—1950 годах. В числе его воспитанников: Иван Удодов — первый советский олимпийский чемпион по тяжёлой атлетике, а также Аркадий Воробьёв.
С 1963 года был заведующим кафедры Волгоградского института физкультуры, кандидат педагогических наук, доцент.
Автор ряда книг, в том числе: «Поднимание тяжестей» (1940), «Тяжёлая атлетика: (Поднимание тяжестей)» (1947, 1952), «Тяжёлая атлетика» (учебник, 1956, 1962).
Умер в 1980 году.